# Газієва Говхар Ахмед-кизи
Говхар Ахмед-кизи Газієва (азерб. Gövhər Əhməd qızı Qazıyeva; 1887, Тифліс — 1960, Іранський Азербайджан) — перша професійна азербайджанська актриса (свою першу роль зіграла в 1906 році). Виступала під псевдонімом Гоярчин (азерб. Göyərçin).

## Біографія
Говхар Ахмед-кизи Газієва народилася в 1887 році в Тифлісі в дворянській родині. Закінчила Інститут шляхетних дівчат у Тифлісі, отримавши освіту російською та азербайджанською мовами.
Свою сценічну діяльність почала в 1906 році в трупах товариства «Саадат», очолюваних Мірза Алі Аббасовим та Габіб-беком Кочарлинським. У 1910 році вперше вийшла на сцену Тифліського театру грузинського дворянства. Так, 9 жовтня 1910 року вона зіграла в п'єсі Наджаф-бека Везірова «Горе Фахраддіна». 30 жовтня цього ж року зіграла роль Хубчохра у п'єсі «Коваль Гяве» Шамсаддіна Самі в складі драматичного гуртка «Саадат».
Незабаром звістка про гру Говхар Газієвої поширилася по всьому Закавказзю. В бакинських газетах друкувалися статті присвячені їй. В цей же час товариство «Ніджат» запросило Газієву до Баку.
Репертуар Говхар Газієвої був широкий. Поряд з ролями у п'єсах Генріха Гейне «Алмансур», Лохманова «Смерть Наполеона», Намика Кемаля «Злощасна дитина», вона грала і в п'єсах азербайджанських драматургів. Так, у п'єсі Нарімана Наріманова «Надір-шах» вона грала роль Гюльджахан, у п'єсі Абдуррагім-бека Ахвердієва «Пері Джад» — Хафизу, в його ж п'єсі «Нещасний юнак» — Мехрі-ханум, у п'єсі Зульфугара Гаджібекова «Одружений холостяк» — Перизад. Газієва своєрідно грала ролі Гюльназ в опереті Узеїра Гаджибекова «Не та, так ця» і роль Лейлі в опері того ж Гаджибекова «Лейлі і Меджнун».

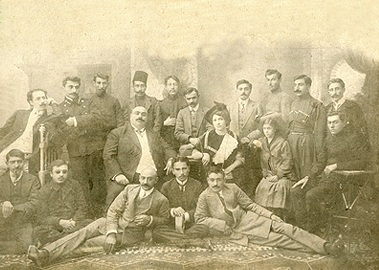
Говхар Газієва та Мірза Ага Алієв разом з акторами Ериванського театру в 1911 році

26 і 30 травня 1911 року в Тифлісі відбувся бенефіс Говхар Газієвої. В цей вечір вперше була поставлена п'єса Зульфугара Гаджибекова «Одинадцятирічна жінка». Однак, вихід азербайджанської жінки на сцену викликав обурення неосвічених людей. Неосвічені люди і релігійні діячі всіляко намагалися перешкоджати виступу на сцені мусульманки.
У Тифлісі під час п'єси «П'ятдесятирічний юнак» Газієва вперше зіграла разом з Мірза Агою Алієвим. Успішно ці актори виступили і в Еривані. Незабаром дружба Мірза Агі Алієва і Говхар Газиєвої переросла в кохання і в травні 1912 року вони одружилися.
Це був другий шлюб Газиєвої, від першого у неї був син Ісмаіл. Потім родина переїхала до Баку. Проте, в цьому ж році Мірза Ага Алієв був засланий до Астрахані. А Говхар Газієва у 1913 році відправилася до Польщі, де поступила до медичної «Школи Святої Софії» у Варшаві. У 1915 році Газієва закінчила цю школу за фахом акушера. В 1915 році в газеті «Басират» було опубліковано оголошення Говхар Газієвої про початок її професійної діяльності акушерки.
Після одруження Мірза Ага Алієв заборонив дружині виступати на сцені. Незабаром вони розлучилися, а Газієва більше ніколи не виступала в театрі. Пізніше вона переїхала до Ірану за наполяганням актора і режисера Мирсейфаддіна Кірманшахли, де стала жити постійно. У 1937 році Говхар Газієва на кілька днів приїжджає до Баку. На її честь був влаштований прийом і поставлена п'єса «Алмас» Джафара Джаббарлиї. У той же день Газієва знаходить свого сина Ісмаїла, якого не бачила 15 років.
Померла Говхар Газієва в 1960 році в Іранському Азербайджані.
У Музеї азербайджанського театру в Баку є куточок, присвячений Говхар Газієвій.